# EX-338
La EX-338 es una carretera de titularidad de la Junta de Extremadura. Su categoría es local. La denominación oficial es EX-338, de Guareña a Oliva de Mérida.

## Historia de la carretera
Es la antigua BA-604, cuya nomenclatura cambió a EX-338 al redefinirse la Red de Carreteras de Extremadura en 1997.

## Inicio
Tiene su origen en la localidad de Guareña y más concretamente en la intersección con la EX-105.

## Final
El final está en Oliva de Mérida en la glorieta intersección con EX-335 y EX-336.

## Trazado, localidades y carreteras enlazadas
La longitud real de la carretera es de 8.530 m, de los que la totalidad discurren en la provincia de Badajoz.
Su desarrollo es el siguiente:
| P. K.         | HITO                                             |
| ------------- | ------------------------------------------------ |
| 0+000         | Inicio. EX-105 (Guareña)                         |
| 0+000 - 0+960 | Travesía de Guareña                              |
| 3+260         | Intersección BA-056 (Cristina)                   |
| 8+300 - 8+530 | Travesía de Oliva de Mérida                      |
| 8+530         | Fin. Glorieta EX-335 y EX-336 (Oliva de Mérida). |

## Otros datos de interés
(IMD, estructuras singulares, tramos desdoblados, etc.).
Los datos sobre Intensidades Medias Diarias en el año 2006 son los siguientes:
| P. K. | IMD   | Ligeros | Pesados | % Pesados |
| ----- | ----- | ------- | ------- | --------- |
| 5+000 | 1.647 | 1.528   | 119     | 7,2       |

## Evolución futura de la carretera
La carretera se encuentra acondicionada dentro de las actuaciones previstas en el Plan Regional de Carreteras de Extremadura.